# Saint-Loup (Jura)
Saint-Loup település Franciaországban, Jura megyében. Lakosainak száma 239 fő (2022. január 1.). Saint-Loup Saint-Aubin, Bousselange, Tichey, Annoire, Chemin és Peseux községekkel határos.

## Népesség
A település népessége az elmúlt években az alábbi módon változott:
| Lakosok száma | 277  | 263  | 263  | 248  | 283  | 285  | 272  | 249  | 245  | 239  |
|               | 1968 | 1982 | 1990 | 2006 | 2013 | 2015 | 2017 | 2019 | 2020 | 2022 |